# آکیشیا ویلاس (فلوریدا)
آکیشیا ویلاس (به انگلیسی: Acacia Villas) یک منطقهٔ مسکونی در ایالات متحده آمریکا است که در فلوریدا واقع شده‌است. آکیشیا ویلاس ۴۲۷ نفر جمعیت دارد و ۴٫۸۸ متر بالاتر از سطح دریا قرار دارد.